# Reformas ortográficas da língua portuguesa
Reformas ortográficas da língua portuguesa referem-se a alterações na ortografia da língua portuguesa ao longo de sua história. A língua portuguesa começou a ser utilizada regularmente em documentos e poesia por volta do século XII. Ao contrário das línguas românicas vizinhas que adotaram ortografias formais pelo século XVIII, a língua portuguesa não teve um padrão ortográfico uniforme até o século XX. A formação da República Portuguesa em 1911 foi uma motivação para o estabelecimento da reforma ortográfica em Portugal e em seus territórios e colônias ultramarinas. O Brasil adotaria um padrão ortográfico baseado, mas não idêntico, ao padrão português algumas décadas depois.
Outras pequenas reformas ortográficas foram aprovadas em países lusófonos durante o resto do século XX. Em 1990, foi alcançado um novo acordo entre os vários países, com Portugal, Brasil e Cabo Verde adotando gradualmente a nova norma até ao início de 2016.

## Ortografia do português pré-moderno
A língua portuguesa começou a ser utilizada regularmente em documentos e poesia por volta do século XII. Em 1290, D. Dinis criou a primeira universidade portuguesa em Lisboa (mais tarde transferida para Coimbra) e decretou que o português, então denominado simplesmente como a "língua comum", passaria a ser utilizado em vez do latim, e denominado "língua portuguesa". Em 1296, foi adotado pela chancelaria real e passou a ser utilizado na criação de leis e em cartórios.
A grafia medieval do português não era uniforme, pois não tinha um padrão oficial, mas a maioria dos autores utilizava uma ortografia essencialmente fonêmica, com pequenas concessões à etimologia comum em outras línguas românicas, como o uso de c para /ts/ antes de e ou i, mas ç caso contrário, ou o uso de ss para /s/ entre vogais, mas s caso contrário. O rei Diniz, admirador da poesia dos trovadores e poeta, popularizou os dígrafos occitanos nh e lh para as consoantes palatais /ɲ/ e /ʎ/, que até então eram escritas com vários dígrafos, incluindo nn e ll, como no espanhol. Essas primeiras formas de ortografia do português antigo em transição foram chamadas de latim-português ou latim-românico.
Durante o Renascimento, a apreciação pela cultura clássica levou muitos autores a imitar o latim e o grego antigo (romanizado), preenchendo as palavras com uma profusão de letras mudas e outros grafemas etimológicos, como ch (pronunciado como c/qu), ph (pronunciado como f), rh, th, y (pronunciados como i), cc, pp, tt, mn (pronunciados como n), sce, sci (pronunciados como ce, ci), bt, pt, mpt (pronunciados como t) e assim em diante, ainda hoje encontrado nas ortografias do francês e do inglês. 
Ao contrário das línguas vizinhas como o espanhol ou o francês, cujas ortografias foram definidas por academias de línguas nos séculos XVII (francês) XVIII (espanhol), o português não tinha grafia oficial até o início do século XX; os autores escreviam como desejavam, com diferenças substanciais na ortografia ou em outros elementos.

## Padronização ortográfica
Em 1911, a recém-formada República Portuguesa, preocupada em melhorar a alfabetização dos seus cidadãos, encarregou uma comissão de filólogos de definir uma ortografia padrão para o português. O resultado foi o que ficou conhecido em Portugal como a reforma ortográfica de Gonçalves Viana. A nova norma tornou-se oficial em Portugal e nos seus territórios ultramarinos da época, que são hoje as nações independentes de Angola, Cabo Verde, Guiné-Bissau, Moçambique, São Tomé e Príncipe, e Timor Leste, bem como a RAE chinesa de Macau  e o estado indiano de Goa e territórios de Damão e Diu, e Dadra e Nagar Haveli. Em 1938 , o Brasil criou uma ortografia própria, com os mesmos princípios gerais da ortografia portuguesa, mas não totalmente idêntica a ela.

### Princípios básicos
Os autores da primeira reforma ortográfica do português, imbuídos das ideias modernas da fonologia, rejeitaram as grafias etimológicas correntes nos séculos anteriores, preferindo uma ortografia mais fonética, como as do espanhol e do italiano. Por outro lado, considerando que o período da poesia trovadoresca galego-portuguesa foi uma época de ouro da literatura portuguesa, eles pretendiam manter a nova ortografia o mais próxima possível da grafia medieval, apesar de algumas alterações fonéticas que a língua sofreu. O padrão ortográfico resultante foi essencialmente um balanceamento entre essas intenções, por um lado, e as tradições comuns, por outro: em alguns casos, foram oficializadas convenções ortográficas que iam contra a etimologia, mas que há muito se tornaram habituais.
Assim, a reforma manteve algumas distinções grafêmicas para traços fonológicos que não estavam presentes em todos os dialetos, mas ainda presentes em pelo menos algumas áreas: entre z e s intervocálicos (/dz/ e /z/ no português medieval, mas agora reduzidos a /z/ na maioria dos dialetos), entre c/ç e s(s) (/ts/ e /s/ no português medieval, mas agora reduzidos a /s/ na maioria dos dialetos), e entre ch e x (originalmente /tʃ/ e /ʃ/, agora somente /ʃ/ na maioria dos dialetos, embora a distinção ainda seja mantida em alguns). As vogais átonas e e o também foram mantidas para homogeneidade da família de palavras e etimologia quando eram pronunciadas como i ou u, respectivamente, e o dígrafo ou foi diferenciado de o, embora muitos falantes agora pronunciassem ambas como /o/. Estas distinções têm paralelos próximos nas ortografias de outras línguas da Europa Ocidental.
Como o acento das palavras pode ser distintivo no português, o acento agudo foi utilizado para marcar a vogal tônica quando não estivesse na posição habitual, mais ou menos como nas ortografias do espanhol e do catalão. Por exemplo, o verbo critica não tem acento agudo, pois é acentuado na sílaba anterior à última, como a maioria das palavras que terminam em -a, mas o substantivo crítica exige acento agudo, pois é uma proparoxítona.
Como a altura das vogais a, e e o também é distintiva nas sílabas tônicas (ver fonologia portuguesa), as vogais tônicas altas foram marcadas com acento circunflexo, â, ê, ô, para serem diferenciadas das vogais tônicas graves, escritas á, é, ó. A escolha do agudo para vogais baixas e do circunflexo para vogais altas ia contra as convenções de outras línguas românicas como o francês ou o italiano, mas já era comum no português antes do século XX. (Em muitas palavras, o português ê e ô correspondem às vogais longas latinas ē, ō.)
As vogais nasais e os ditongos nasais geralmente aparecem antes das consoantes nasais ortográficas n, m, caso em que não precisam ser identificados com diacríticos, mas o til foi colocado no a nasal e no o nasal quando ocorriam antes de outra letra, ou no final de uma palavra. Embora a vogal u também possa ser nasal antes de outras vogais, isso acontece em tão poucas palavras (mui, muito, muita, muitos, muitas) que a marcação de sua nasalidade não foi considerada necessária.
O acento agudo foi utilizado também para marcar a segunda vogal de um hiato em uma sílaba tônica, onde normalmente seria esperado um ditongo, distinguindo por exemplo conclui de concluí, saia de saía, ou fluido de fluído.
Inicialmente, o sistema ortográfico, tanto no Brasil quanto em Portugal, determinou o uso de diacríticos nos casos em que duas palavras seriam homográficas, mas não homófonas, como acôrdo, distinguindo-o de acórdo. Este princípio foi abandonado na maioria dos casos em 1945 em Portugal e em 1973 no Brasil. (Na maioria dos casos, os homógrafos eram classes gramaticais diferentes, o que significa que o contexto era suficiente para distingui-los.)
A ortografia definida pela reforma de 1911 é essencialmente a que ainda hoje se utiliza em ambos os lados do Atlântico, tendo sido feitos apenas pequenos ajustes nas vogais, consoantes e dígrafos. Desde então, as únicas diferenças significativas restantes entre os dois padrões, e as únicas mudanças substanciais abordadas na reforma ortográfica de 1990, foram no uso de diacríticos e consoantes mudas.

## Ortografia brasileira vs. ortografia portuguesa
O Brasil nunca foi consultado sobre a reforma ortográfica de 1911 e por isso não a adotou. Nas décadas seguintes, foram realizadas negociações entre representantes do Brasil e de Portugal, com o intuito de chegar a um acordo sobre uma ortografia uniforme para o português, mas o progresso foi lento. Em 1931, Portugal e Brasil finalmente assinaram um acordo ortográfico, com base no qual o Brasil estabeleceu a sua própria ortografia oficial, em 1943.
Logo depois, porém, ficou evidente que havia diferenças entre as grafias usadas nos dois países. Embora ambos se baseassem nos mesmos princípios gerais, as diferenças fonéticas entre o português europeu e o português brasileiro levaram a grafias divergentes em alguns casos. Várias tentativas foram feitas no restante do século XX para aproximar as duas ortografias, às vezes com sucesso modesto, outras vezes sem sucesso. Até hoje, eles não coincidem completamente.

### Problemas com a ortografia original
Apesar dos traços etimológicos, a ortografia de 1911 pretendia ser fonética no sentido de que, dada a grafia de uma palavra, não haveria ambiguidade quanto à sua pronúncia. Por isso, possuía certas características que posteriormente produziram inconsistências entre as ortografias europeia e brasileira.
Em sílabas átonas, os hiatos foram originalmente distinguidos dos ditongos com trema. Por exemplo, escrever saüdade, traïdor, constituïção, para que fossem pronunciados sa-udade, tra-idor, constitu-ição. Mas a pronúncia destas palavras não é uniforme. Muitos falantes dizem sau-dade e trai-dor, principalmente na fala rápida. Além disso, não existem pares mínimos que distingam um hiato de um ditongo descendente em sílabas átonas. Por esse motivo, marcar hiatos sem estresse passou a ser visto como desnecessário, e esses tremas acabaram sendo abolidos.
O trema também foi usado nas palavras onde a letra u é, excepcionalmente, pronunciada nos dígrafos gue, gui, que, qui, ao invés de muda como de costume; ex: agüentar, sagüim, frequentar, eqüidade. No entanto, há variação regional, por exemplo o u sendo pronunciado em alguns sotaques do português brasileiro qüestão, mas não no português europeu questão. Embora o número de palavras com pronúncias tão divergentes seja pequeno, elas têm sido vistas como um obstáculo à unificação ortográfica da língua.
As vogais átonas são geralmente altas, mas há exceções, incluindo alguns pares de homógrafos no português europeu que variam apenas por terem uma vogal baixa ou alta em uma sílaba átona. Para distingui-los, o acento grave foi inicialmente colocado nas vogais baixas átonas: compare pregar, onde o e é pronunciado /ɨ/ no português europeu, com prègar, onde è é pronunciado /ɛ/, ou molhado /u/ com mòlhada /ɔ/. Mas no Português Brasileiro ambas as palavras em cada exemplo são pronunciadas da mesma forma, portanto o acento grave não é usado: pregar /e/, molhado /o/; o significado pretendido é inferido do contexto. O acento grave acabou sendo abolido, exceto em um pequeno número de contrações.
Em outros casos, onde a vogal baixa átona era resultado da elisão das consoantes c ou p antes de c, ç, t, a consoante foi mantida na grafia, para denotar a qualidade da vogal precedente. Por exemplo, na palavra intercepção, que é acentuada em sua última sílaba, a letra p não é pronunciada, mas indica que o segundo e é pronunciado /ɛ/, ao contrário do segundo e em intercessão, que é pronunciado /ɨ/. Outros exemplos de palavras onde foi deixada uma consoante muda para abaixar a vogal anterior são objecção e factor. No Português Brasileiro, as vogais em questão são pronunciadas como quaisquer outras vogais átonas, e, como não há ambiguidade fonética a ser desfeita, as palavras são simplesmente escritas objeção, fator, e assim por diante.
A ortografia distinguia entre éi acentuado e ei acentuado. No português brasileiro, esses ditongos são de fato diferentes, mas na maioria dos dialetos do português europeu ambos são pronunciados da mesma maneira, e éi aparece apenas por convenção em alguns substantivos e adjetivos plurais oxítonos. Isso levou a grafias divergentes, como idéia (Brasil) e ideia (Portugal).
A grafia brasileira possui a, ê ou ô em diversas palavras onde a ortografia europeia possui á, é ou ó, devido à pronúncia diferente. Por exemplo, compare pensamos, gênero, tônico (Brasil) com pensámos, género, tónico (Portugal). Isso acontece quando as vogais são acentuadas antes das consoantes nasais m ou n, seguidas de outra vogal, caso em que ambos os tipos de vogal podem ocorrer no português europeu, mas o português brasileiro permite apenas vogais altas.

## Linha do tempo das reformas ortográficas
- 1911: Primeira reforma ortográfica em Portugal.
- 1931: Acordo ortográfico entre Portugal e Brasil. O acordo não entrou em vigor, mas algumas de suas propostas (como a mudança de dir-se há e amar-te hei para dir-se-á e amar-te-ei) foram aceitas pelas reformas posteriores.
- 1943: Primeira reforma ortográfica do Brasil é delineada no Vocabulário Ortográfico da Língua Portuguesa, da Academia Brasileira de Letras.
- 1945: A ampla reforma ortográfica em Portugal elimina o trema e os acentos circunflexos diferenciais na maioria dos pares de homógrafos como acêrto e acerto, cêrca e cerca, côr e cor, fôra e fora, dêsse e desse, e assim por diante. As regras ortográficas de 1945 foram escritas como um acordo ortográfico entre Portugal e Brasil, mas o Brasil não as adotou.
- 1971: A ampla reforma ortográfica no Brasil elimina o trema nos hiatos, a maioria dos circunflexos diferenciais e os acentos nas vogais com sílabas tônicas secundárias em compostas, como ràpidamente, ùltimamente, cortêsmente, cafèzinho, e assim por diante.
- 1973: Portugal segue o Brasil na abolição dos acentos nas sílabas tônicas secundárias.
- 1986: O Brasil convida os outros seis países de língua portuguesa, Angola, Cabo Verde, Guiné-Bissau, Moçambique, Portugal e São Tomé e Príncipe, para uma reunião no Rio de Janeiro para tratar dos problemas restantes. Uma reforma radical que eliminaria o acento agudo e o acento circunflexo de todas as palavras, exceto oxítonas (como na ortografia do italiano), é proposta, mas abandonada após uma reação negativa da mídia e do público brasileiro e português.
- 1990: Um novo acordo ortográfico é decidido entre Brasil, Portugal e os demais países de língua portuguesa. Não tão radical como a tentativa de 1986, propõe um balanceamento entre os dois sistemas ortográficos.
- 2009: A nova reforma ortográfica de 1990 entra em vigor no Brasil, em Portugal e em Cabo Verde, alterando as regras de capitalização e uso de hífen, eliminando completamente o trema da língua (exceto palavras estrangeiras), alterando os ditongos "éi" e "ói" em "ei" e "oi" respectivamente em paroxítonas (a menos, claro, quando necessário para mostrar o acento), e eliminando letras mudas como em acção ou óptimo, que agora são escritas ação e ótimo.[4]
- 2015–2016: Termina o período de transição em Portugal, Cabo Verde e Brasil, durante o qual ambas as ortografias coexistiram.[5] Apenas a nova ortografia é oficial a partir de maio de 2015 (Portugal), outubro de 2015 (Cabo Verde) e janeiro de 2016 (Brasil).

## Acordo Ortográfico de 1990
Em 1990, foi alcançado um acordo ortográfico entre os países de língua portuguesa com o intuito de criar uma ortografia única e comum para o português.
Essa reforma ortográfica entrou em vigor no Brasil em 1º de janeiro de 2009. Em Portugal, a reforma foi sancionada pelo Presidente em 21 de julho de 2008, permitindo um período de adaptação de seis anos, durante o qual ambas as ortografias coexistiram.
A legalidade desta decisão é questionada, pois ainda não foram estabelecidas as principais bases do Tratado Internacional que rege a aplicação da nova reforma ortográfica, principalmente o vocabulário comum elaborado por todos os países participantes, que ainda não existe. Além disso, a aplicação dos Tratados Internacionais, conforme a Convenção de Viena, estabelece que o texto de um tratado não pode ser alterado, e este sofreu pelo menos duas revisões.